# How R U Doin?
Singles de Aqua
Spin Me a Christmas
(2009) Playmate to Jesus
(2011)
How R U Doin? est une chanson du groupe danois Aqua. Elle est sortie en single le 14 mars 2011 et a atteint le top 10 des chansons les plus téléchargées sur l'iTunes Store danois. Aqua a présenté pour la première fois son titre en live à X-Factor, le 25 mars 2011 et le titre, prévu comme premier single de l'album Megalomania, a été certifié disque d'or au Danemark.

## Liste des titres
1. How R U Doin? - (3:21)
2. How R U Doin? (Freisig & Dif Remix) - (5:26)
3. How R U Doin? (Club Mix) - (6:01)

## Clip vidéo
- Réalisateur : Rasmus Laumann
- Sortie : 2011
- Lieu : Copenhague (Danemark) en 2011
- Durée : 03:21

## Classements
- Danemark: 4